# NGC 4355
NGC 4355 (ook: NGC 4418) is een spiraalvormig sterrenstelsel in het sterrenbeeld Maagd. Het hemelobject werd op 1 januari 1786 ontdekt door de Duits-Britse astronoom William Herschel.

## Synoniemen
- IRAS 12243-0036
- UGC 7545
- ZWG 14.39
- MCG 0-32-12
- KCPG 337A
- PGC 40762